# Interstate 91
Die Interstate 91 (kurz I-91) ist ein Interstate Highway in der Region Neuengland in den Vereinigten Staaten. Die Interstate beginnt an der I-95 in New Haven und endet an der kanadischen Grenze. Nach der Grenze wird der Highway zur Autoroute 55 in Québec.

## Längen
| Meilen | km  | Staat         |  |
|        |     |               |  |
| 58     | 93  | Connecticut   |  |
| 55     | 89  | Massachusetts |  |
| 117    | 285 | Vermont       |  |
|        |     |               |  |
| 290    | 467 | Total         |  |

## Wichtige Städte
- New Haven
- Hartford
- Springfield
- Greenfield
- Brattleboro
- White River Junction
- St. Johnsbury
- Newport
- Sherbrooke (über Autoroute 55)

## Geplante Erweiterungen
In den 1970ern wurde geplant, die Interstate bis Long Island in New York zu verlängern. Sie würde dann den Verkehr ähnlich wie die NY 27 entlasten.

## Zubringer und Umgehungen
- Interstate 291 nahe Bloomfield
- Interstate 291 in Springfield
- Interstate 391 in Chicopee
- Interstate 691 in Meriden